# مینورو کینو
مینورو کینو (انگلیسی: Minoru Kino؛ زادهٔ ۵ دسامبر ۱۹۴۵) بازیکن هندبال اهل ژاپن بود.